# تو سون
تو سون (به لاتین: Từ Sơn) یک منطقهٔ مسکونی در ویتنام است که در دلتای رود قرمز واقع شده‌است.

## خصوصیات
تو سون ۶۱ کیلومترمربع مساحت و ۱۲۳٬۲۹۶ نفر جمعیت دارد.